# إدوارد شرودر
إدوارد شرودر (بالألمانية: Edward Schröder) (و. 1858 – 1942 م) هو عالم أدبيات، وأستاذ جامعي، من ألمانيا، ولد في فيتسنهاوزن، كان أستاذاً جامعياً في جامعة غوتنغن، وكان عضوًا في الأكاديمية البروسية للعلوم، توفي في غوتينغن، عن عمر يناهز 84 عاماً.

## الحياة والوظيفة
ولد في فيتسنهاوزن وتعلم في كاسل، ودرس في الدراسات الألمانية في جامعة ستراسبورغ وجامعة هومبولت في برلين و كان محاضراً في جامعة غوتنغن ومن ثم في جامعة هومبولت في برلين.

## تشريفات
حصل على الدكتوراه الفخرية في القانون من جامعة غوتنغن في عام 1931.
حصل على جوائز منها:
- النيشان البافاري الماكسيميلياني للعلوم والفن.

## وصلات خارجية
- Books by and about Edward Schröder في مكتبة ألمانيا الوطنية